# Кропив'янка алжирська
Кропи́в'янка алжирська (Curruca deserticola) — вид горобцеподібних птахів родини кропив'янкових (Sylviidae). Мешкає в регіоні Магрибу на північному сході Африки.

## Опис
Довжина птаха становить 11,5-12,5 см, розмах крил 13-17 см, вага 8-9 г. Алжирські кропив'янки схожі як на піренейських, так і на червоноволих кропив'янок: у них іржасто-коричневі крила і білі кільця навколо очей, як у перших, і охристо-коричнева нижня частина тіла, сіра верхня частина тіла і білі "вуса", як у других. Вони тримають свій хвіст горизонтально, на відміну від прованських кропив'янок, у яких він часто направлений догори. У самців під час сезону розмноження голова і верхня частина тіла темно-синювато-сірі, а нижня частина тіла темно-рудувато-коричнева. У самців райдужки червоні, у самиць карі. Молоді птахи є дуже схожими на молодих піренейських кропив'янок, однак груди у них більш охристі.

## Підвиди
Виділяють два підвиди:
- C. d. deserticola (Tristram, 1859) — гніздяться в горах Сахарського Атласа і Орес, від Аїн-Сефри[en] на північному заході Алжиру на сход до Гафси в Тунісі. Зимують в центральному і південному Алжирі (Тадемаїт[en], Тассілі-н'Адджер, Ахаггар), на сході Малі і в центральній Лівії;
- C. d. maroccana (Hartert, EJO, 1917) — гніздяться в горах Високого і Середнього Атласу та Антиатласу, від гори Джебель-Ігдет в Марокко на схід до Тлемсена на північному заході Алжиру. Зимують в оазах на заході Сахари (на південь до Нуакшота в Мавританії).

## Поширення і екологія
Алжирські кропив'янки гніздяться в Атлаських горах в Марокко, Алжирі і Тунісі. Взимку вони мігрують на південь і південний захід, досягаючи Західної Сахари, Мавританії, північного Малі і Лівії. Бродячі птахи спостерігалися в Західній і Південній Європі, на Мальті і Канарських островах. Алжирські кропив'янки живуть на кам'янистих гірських схилах, порослих рідкою рослинністю, і на пустищах, місцями порослих чагарниками, на висоті від 1000 до 2500 м над рівнем моря. Зимують в більш рівнинній місцевості, зокрема в напівпустелях і сухих степах.
Алжирські кропив'янки живляться дрібними безхребетними, зокрема черв'яками, гусінню, мурахами і жуками, восени також ягодами. Шукають їжу низько в траві або в чагарниках, часто також на землі. Гніздяться з травня по липень. Гніздо робиться з трави, розміщується в чагарниках, на висоті від 1 до 1,5 м над землею. В кладці від 3 до 5 яєць.